# Équipe de France de football en 2015
Maillots
Actualités
Cet article traite de l'année 2015 de l'Équipe de France de football.

## Déroulement de la saison

### Objectifs
Organisateur du Championnat d'Europe de football 2016, l'équipe de France est qualifiée d'office pour l’événement et donc dispensée de qualifications. Elle ne dispute donc que des matches amicaux en cette année 2015. L'objectif du sélectionneur sera donc de se servir de ces matches pour préparer son équipe en vue du prochain Euro.

### Résumé de la saison
Le premier match de l'année voit la France recevoir le Brésil au Stade de France. Malgré une ouverture du score de Raphaël Varane, les Bleus s'inclinent 3 buts à 1. Trois jours plus tard, les Bleus reçoivent le Danemark à Saint-Etienne et s'imposent 2 buts à 0. Les matches du mois de juin voient une équipe de France subir deux défaites : tout d'abord au Stade de France face à la Belgique 4 buts à 3 (première fois que les Bleus encaissent 4 buts au Stade de France) puis en Albanie 1 but à 0. Le match de rentrée en septembre s'effectue au Portugal et voit la France s'imposer 1 but à 0 : le but du match est inscrit par Mathieu Valbuena sur coup franc direct. Ce coup franc direct est le premier depuis 2007 et un coup franc de Jérome Rothen aux Iles Féroé. L'équipe de France s'impose trois jours plus tard face à la Serbie grâce à un doublé de Blaise Matuidi. En octobre, les Bleus battent l'Arménie 4 buts à 0 puis le Danemark 2 buts à 1 à Copenhague. Le vendredi 13 novembre voit l'équipe de France accueillir les champions du Monde allemands (victoire 2-0) dans un match qui reste marqué par les attentats du 13 novembre 2015 en France et les explosions aux abords du Stade de France. Le dernier match de l'année a lieu trois jours plus tard à Wembley et voit l'équipe de France s'incliner 2 buts à 0. Ce match est marqué par l'hommage rendu aux victimes des attentats de Paris.
Le bilan sportif de l'année est donc de 6 victoires et 4 défaites.
Cette année 2015 voit les premières sélections de Nabil Fekir, Kurt Zouma, Paul-Georges Ntep, Anthony Martial et Kingsley Coman.

### Évolution du classement FIFA
Le tableau ci-dessous présente les classements mensuels de l'équipe de France publiés par la FIFA durant l'année 2015.
| Mois | Janvier | Février | Mars | Avril | Mai | Juin | Juillet | Août | Septembre | Octobre | Novembre | Décembre |
| Rang | 7       | 8       | 8    | 11    | 11  | 9    | 22      | 23   | 24        | 22      | 24       | 25       |

## Bilan de l'année2015
| Rang | Équipe | Pts | J  | G | N | P | Bp | Bc | Diff |
| ---- | ------ | --- | -- | - | - | - | -- | -- | ---- |
| #    | France | 18  | 10 | 6 | 0 | 4 | 17 | 12 | +5   |

## Statistiques

### Résultats détaillés
| Match amical                                       | France | 1 – 3   | Brésil                                    |                                                                              |                                                                              |
| 26 mars 2015 · 21 h 00 · Historique des rencontres | Varane 21e | (1 – 1) | 40e Oscar · 57e Neymar · 69e Luiz Gustavo | Stade de France, Saint-Denis Spectateurs : 80 000 Arbitrage : Nicola Rizzoli | Stade de France, Saint-Denis Spectateurs : 80 000 Arbitrage : Nicola Rizzoli |
| 26 mars 2015 · 21 h 00 · Historique des rencontres | Rapport |         |                                           | Stade de France, Saint-Denis Spectateurs : 80 000 Arbitrage : Nicola Rizzoli | Stade de France, Saint-Denis Spectateurs : 80 000 Arbitrage : Nicola Rizzoli |
| 26 mars 2015 · 21 h 00 · Historique des rencontres | Mandanda - Sagna, Varane, Sakho, Évra - Sissoko (Kondogbia, 74e), Schneiderlin, Matuidi - Valbuena (Payet, 82e), Benzema (Giroud, 84e), Griezmann (Fekir, 74e) | Équipes |                                           | Stade de France, Saint-Denis Spectateurs : 80 000 Arbitrage : Nicola Rizzoli | Stade de France, Saint-Denis Spectateurs : 80 000 Arbitrage : Nicola Rizzoli |

| Match amical                                       | France | 2 – 0   | Danemark |                                                                                       |                                                                                       |
| 29 mars 2015 · 21 h 00 · Historique des rencontres | Lacazette 14e · Giroud 38e | (2 – 0) |          | Stade Geoffroy-Guichard, Saint-Étienne Spectateurs : 40 000 Arbitrage : Ivan Kruzliak | Stade Geoffroy-Guichard, Saint-Étienne Spectateurs : 40 000 Arbitrage : Ivan Kruzliak |
| 29 mars 2015 · 21 h 00 · Historique des rencontres | Rapport |         |          | Stade Geoffroy-Guichard, Saint-Étienne Spectateurs : 40 000 Arbitrage : Ivan Kruzliak | Stade Geoffroy-Guichard, Saint-Étienne Spectateurs : 40 000 Arbitrage : Ivan Kruzliak |
| 29 mars 2015 · 21 h 00 · Historique des rencontres | Ruffier - Jallet (Sagna, 89e), Varane, Koscielny, Trémoulinas - Schneiderlin (Zouma, 82e), Kondogbia (Guilavogui, 60e) - Lacazette (Matuidi, 71e), Payet (Valbuena, 82e), Griezmann (Fekir, 60e) - Giroud | Équipes |          | Stade Geoffroy-Guichard, Saint-Étienne Spectateurs : 40 000 Arbitrage : Ivan Kruzliak | Stade Geoffroy-Guichard, Saint-Étienne Spectateurs : 40 000 Arbitrage : Ivan Kruzliak |

| Match amical                                      | France                                        | 3 – 4   | Belgique                                              |                                                                                |                                                                                |
| 7 juin 2015 · 21 h 00 · Historique des rencontres | Valbuena 53e (pen.) · Fékir 89e · Payet 90+1e | (0 – 2) | 14e 42e Fellaini · 50e Nainggolan · 55e (pen.) Hazard | Stade de France, Saint-Denis Spectateurs : 70 000 Arbitrage : Marijo Strahonja | Stade de France, Saint-Denis Spectateurs : 70 000 Arbitrage : Marijo Strahonja |
| 7 juin 2015 · 21 h 00 · Historique des rencontres | Rapport                                       |         |                                                       | Stade de France, Saint-Denis Spectateurs : 70 000 Arbitrage : Marijo Strahonja | Stade de France, Saint-Denis Spectateurs : 70 000 Arbitrage : Marijo Strahonja |

| Match amical                                       | Albanie        | 1 – 0   | France |                                                                            |                                                                            |
| 13 juin 2015 · 18 h 00 · Historique des rencontres | Kaçe 42e (cf.) | (1 – 0) |        | Elbasan Arena, Elbasan Spectateurs : 12 000 Arbitrage : Halis Özkahya (en) | Elbasan Arena, Elbasan Spectateurs : 12 000 Arbitrage : Halis Özkahya (en) |
| 13 juin 2015 · 18 h 00 · Historique des rencontres | Rapport        |         |        | Elbasan Arena, Elbasan Spectateurs : 12 000 Arbitrage : Halis Özkahya (en) | Elbasan Arena, Elbasan Spectateurs : 12 000 Arbitrage : Halis Özkahya (en) |

| Match amical                                           | Portugal | 0 – 1   | France             |                                                                           |                                                                           |
| 4 septembre 2015 · 20 h 45 · Historique des rencontres |          | (0 – 0) | 85e (cf.) Valbuena | Estádio José Alvalade XXI Spectateurs : 39 853 Arbitrage : Danny Makkelie | Estádio José Alvalade XXI Spectateurs : 39 853 Arbitrage : Danny Makkelie |
| 4 septembre 2015 · 20 h 45 · Historique des rencontres | Rapport  |         |                    | Estádio José Alvalade XXI Spectateurs : 39 853 Arbitrage : Danny Makkelie | Estádio José Alvalade XXI Spectateurs : 39 853 Arbitrage : Danny Makkelie |

| Match amical                                           | France | 2 – 1   | Serbie       |                                                                                |                                                                                |
| 7 septembre 2015 · 20 h 45 · Historique des rencontres | Matuidi 9e 25e | (2 – 1) | 39e Mitrović | Stade Matmut-Atlantique, Bordeaux Spectateurs : 42 000 Arbitrage : Soares Dias | Stade Matmut-Atlantique, Bordeaux Spectateurs : 42 000 Arbitrage : Soares Dias |
| 7 septembre 2015 · 20 h 45 · Historique des rencontres | Rapport |         |              | Stade Matmut-Atlantique, Bordeaux Spectateurs : 42 000 Arbitrage : Soares Dias | Stade Matmut-Atlantique, Bordeaux Spectateurs : 42 000 Arbitrage : Soares Dias |
| 7 septembre 2015 · 20 h 45 · Historique des rencontres | Lloris - Sagna (Debuchy, 46e MT), Varane, Mangala, Trémoulinas - Pogba, Schneiderlin, Matuidi (Kondogbia, 46e MT) - Valbuena (Martial, 76e), Giroud (Benzema, 62e), Griezmann (Sissoko, 90e) | Équipes |              | Stade Matmut-Atlantique, Bordeaux Spectateurs : 42 000 Arbitrage : Soares Dias | Stade Matmut-Atlantique, Bordeaux Spectateurs : 42 000 Arbitrage : Soares Dias |

| Match amical                                         | France | 4 – 0   | Arménie |                                                                      |                                                                      |
| 8 octobre 2015 · 20 h 45 · Historique des rencontres | Griezmann 35e · Cabaye 55e · Benzema 78e 79e | (1 – 0) |         | Allianz Riviera, Nice Spectateurs : 32 136 Arbitrage : Slavko Vinčić | Allianz Riviera, Nice Spectateurs : 32 136 Arbitrage : Slavko Vinčić |
| 8 octobre 2015 · 20 h 45 · Historique des rencontres | Rapport |         |         | Allianz Riviera, Nice Spectateurs : 32 136 Arbitrage : Slavko Vinčić | Allianz Riviera, Nice Spectateurs : 32 136 Arbitrage : Slavko Vinčić |
| 8 octobre 2015 · 20 h 45 · Historique des rencontres | Lloris - Sagna, Varane, Sakho, Évra - Cabaye (Sissoko, 77e), Diarra, Matuidi (Schneiderlin, 63e) - Valbuena (Martial, 63e), Benzema (Giroud, 81e), Griezmann (Lacazette, 88e) | Équipes |         | Allianz Riviera, Nice Spectateurs : 32 136 Arbitrage : Slavko Vinčić | Allianz Riviera, Nice Spectateurs : 32 136 Arbitrage : Slavko Vinčić |

| Match amical                                          | Danemark          | 1 – 2   | France       |                                                                |                                                                |
| 11 octobre 2015 · 20 h 45 · Historique des rencontres | Sviatchenko 90+2e | (0 – 2) | 4e 6e Giroud | Parken Stadium Spectateurs : 15 000 Arbitrage : Jonas Eriksson | Parken Stadium Spectateurs : 15 000 Arbitrage : Jonas Eriksson |
| 11 octobre 2015 · 20 h 45 · Historique des rencontres | Rapport           |         |              | Parken Stadium Spectateurs : 15 000 Arbitrage : Jonas Eriksson | Parken Stadium Spectateurs : 15 000 Arbitrage : Jonas Eriksson |

| Match amical                                           | France                    | 2 – 0   | Allemagne |                                                                                   |                                                                                   |
| 13 novembre 2015 · 21 h 00 · Historique des rencontres | Giroud 45+1e · Gignac 86e | (1 – 0) |           | Stade de France, Saint-Denis Spectateurs : 80 000 Arbitrage : Antonio Mateu Lahoz | Stade de France, Saint-Denis Spectateurs : 80 000 Arbitrage : Antonio Mateu Lahoz |
| 13 novembre 2015 · 21 h 00 · Historique des rencontres |                           |         |           | Stade de France, Saint-Denis Spectateurs : 80 000 Arbitrage : Antonio Mateu Lahoz | Stade de France, Saint-Denis Spectateurs : 80 000 Arbitrage : Antonio Mateu Lahoz |

| Match amical                                           | Angleterre            | 2 – 0   | France |                                                                           |                                                                           |
| 17 novembre 2015 · 21 h 00 · Historique des rencontres | Alli 39e · Rooney 48e | (1 – 0) |        | Stade de Wembley, Londres Spectateurs : 71 223 Arbitrage : Jonas Eriksson | Stade de Wembley, Londres Spectateurs : 71 223 Arbitrage : Jonas Eriksson |
| 17 novembre 2015 · 21 h 00 · Historique des rencontres | Rapport               |         |        | Stade de Wembley, Londres Spectateurs : 71 223 Arbitrage : Jonas Eriksson | Stade de Wembley, Londres Spectateurs : 71 223 Arbitrage : Jonas Eriksson |

### Temps de jeu des joueurs
| Joueurs                                                           |    |    |    |    |    |    |    |    |    |    |
| ----------------------------------------------------------------- | -- | -- | -- | -- | -- | -- | -- | -- | -- | -- |
| Gardiens de but                                                   |    |    |    |    |    |    |    |    |    |    |
| Hugo Lloris (Tottenham Hotspur Football Club)                     |    |    | 90 | 90 | 90 | 90 | 90 |    | 90 | 90 |
| Steve Mandanda (Olympique de Marseille)                           | 90 |    |    |    |    |    |    | 90 |    |    |
| Stéphane Ruffier (AS Saint-Étienne)                               |    | 90 |    |    |    |    |    |    |    |    |
| Défenseurs                                                        |    |    |    |    |    |    |    |    |    |    |
| Patrice Évra (Juventus)                                           | 90 |    |    | 90 | 90 |    | 90 |    | 90 |    |
| Benoît Trémoulinas (Séville FC)                                   |    | 90 | 90 |    |    | 90 |    |    |    |    |
| Lucas Digne (AS Rome)                                             |    |    |    |    |    |    |    | 90 |    | 90 |
| Bacary Sagna (Manchester City)                                    | 90 | 1  | 90 | 19 | 90 | 45 | 90 |    | 90 | 90 |
| Christophe Jallet (Olympique lyonnais)                            |    | 89 |    | 71 |    |    |    | 90 |    |    |
| Mathieu Debuchy (Arsenal)                                         |    |    |    |    |    | 45 |    |    |    |    |
| Raphaël Varane (Real Madrid)                                      | 90 | 90 | 90 | 90 | 90 | 90 | 90 | 45 | 90 | 90 |
| Mamadou Sakho (Liverpool FC)                                      | 90 |    |    | 90 |    |    | 90 |    |    |    |
| Laurent Koscielny (Arsenal FC)                                    |    | 90 | 90 |    | 90 |    |    |    | 90 | 90 |
| Eliaquim Mangala (Manchester City Football Club)                  |    |    |    |    |    | 90 |    | 90 |    |    |
| Kurt Zouma (Chelsea FC)                                           |    | 8  |    |    |    |    |    | 45 |    |    |
| Milieux                                                           |    |    |    |    |    |    |    |    |    |    |
| Morgan Schneiderlin (Southampton / Manchester United)             | 90 | 82 |    |    | 45 | 90 | 27 | 90 | 10 | 82 |
| Yohan Cabaye (Paris Saint Germain / Crystal Palace Football Club) |    |    | 45 |    | 45 |    | 77 | 2  | 3  | 57 |
| Josuha Guilavogui (VfL Wolfsbourg)                                |    | 30 |    |    |    |    |    |    |    |    |
| Lassana Diarra (Olympique de Marseille)                           |    |    |    |    |    |    | 90 |    | 80 | 33 |
| Maxime Gonalons (Olympique lyonnais)                              |    |    |    | 59 |    |    |    |    |    |    |
| Mathieu Valbuena (Dynamo Moscou / Olympique lyonnais)             | 82 | 8  | 73 | 31 | 10 | 76 | 63 | 12 |    |    |
| Geoffrey Kondogbia (AS Monaco / Inter Milan)                      | 16 | 60 |    | 90 |    | 45 |    |    |    |    |
| Blaise Matuidi (Paris Saint-Germain)                              | 90 | 19 | 90 |    | 90 | 45 | 63 | 90 | 87 | 45 |
| Dimitri Payet (Olympique de Marseille / West Ham)                 | 8  | 82 | 45 | 45 |    |    |    |    |    |    |
| Moussa Sissoko (Newcastle United)                                 | 74 |    | 90 |    | 80 | 1  | 13 | 90 |    | 8  |
| Paul Pogba (Juventus Turin)                                       |    |    |    | 45 | 90 | 90 |    |    | 90 | 45 |
| Hatem Ben Arfa (OGC Nice)                                         |    |    |    |    |    |    |    |    | 10 | 45 |
| Attaquants                                                        |    |    |    |    |    |    |    |    |    |    |
| Karim Benzema (Real Madrid)                                       | 84 |    |    |    | 74 | 28 | 81 |    |    |    |
| Olivier Giroud (Arsenal)                                          | 6  | 90 | 80 | 45 | 2  | 62 | 9  | 74 | 69 | 33 |
| Antoine Griezmann (Atlético Madrid)                               | 74 | 60 | 45 | 59 | 74 | 89 | 88 | 78 | 80 | 23 |
| Nabil Fekir (Olympique lyonnais)                                  | 16 | 30 | 17 | 45 | 14 |    |    |    |    |    |
| Alexandre Lacazette (Olympique lyonnais)                          |    | 71 | 45 | 90 |    |    | 2  | 16 |    |    |
| Paul-Georges Ntep (Stade rennais)                                 |    |    | 10 | 31 |    |    |    |    |    |    |
| Anthony Martial (Manchester United)                               |    |    |    |    | 16 | 14 | 27 | 88 | 69 | 67 |
| André-Pierre Gignac (Olympique de Marseille / Tigres UANL)        |    |    |    |    |    |    |    |    | 21 | 57 |
| Kingsley Coman (Bayern Munich)                                    |    |    |    |    |    |    |    |    | 21 | 45 |

### Buteurs
4 buts  
- Olivier Giroud  ( Danemark x3,  Allemagne)

2 buts  
- Karim Benzema ( Arménie x2)
- Mathieu Valbuena ( Belgique,  Portugal)
- Blaise Matuidi ( Serbie x2)

1 but  
- Raphaël Varane ( Brésil)
- Alexandre Lacazette ( Danemark)
- Nabil Fékir ( Belgique)
- Dimitri Payet ( Belgique)
- Antoine Griezmann ( Arménie)
- Yohan Cabaye ( Arménie)
- André-Pierre Gignac ( Allemagne)

### Passeurs décisifs
3 passes
- Anthony Martial
  -  Arménie : à Karim Benzema
  -  Danemark : à Olivier Giroud
  -  Allemagne : à Olivier Giroud

2 passes
- Mathieu Valbuena
  -  Brésil : à Raphaël Varane
  -  Arménie : à Yohan Cabaye
- Antoine Griezmann
  -  Danemark : à Alexandre Lacazette
  -  Arménie : à Karim Benzema

1 passe
- Paul-Georges Ntep
  -  Belgique : à Nabil Fekir
- Moussa Sissoko
  -  Belgique : à Dimitri Payet
- Bacary Sagna
  -  Serbie : à Blaise Matuidi
- Karim Benzema
  -  Arménie : à Antoine Griezmann
- Geoffrey Kondogbia
  -  Danemark : à Olivier Giroud
- Blaise Matuidi
  -  Allemagne : à André-Pierre Gignac

## Aspects socio-économiques

### Maillots
| Couleurs des maillots | Bleu et blanc |               |
| Marque                | Nike          |               |
| Domicile              | Extérieur     | Exterieur Bis |

### Audiences télévisuelles
| Jour de diffusion | Match               | Compétition | Diffuseur | Téléspectateurs | Part d'audience | Référence |
| ----------------- | ------------------- | ----------- | --------- | --------------- | --------------- | --------- |
| 26 mars 2015      | France – Brésil     | Amical      | TF1       | 6 553 000       | 26,9 %          | [ 1 ]     |
| 29 mars 2015      | France – Danemark   | Amical      | TF1       | 5 707 000       | 22,2 %          | [ 2 ]     |
| 7 juin 2015       | France – Belgique   | Amical      | TF1       | 5 000 000       | 22,2 %          | [ 3 ]     |
| 13 juin 2015      | Albanie – France    | Amical      | TF1       | 2 910 000       | 23,5 %          | [ 4 ]     |
| 4 septembre 2015  | Portugal – France   | Amical      | TF1       | 5 770 000       | 25,0 %          | [ 5 ]     |
| 7 septembre 2015  | France – Serbie     | Amical      | TF1       | 4 620 000       | 18,8 %          | [ 6 ]     |
| 8 octobre 2015    | France – Arménie    | Amical      | TF1       | 4 629 000       | 19.3 %          | [ 7 ]     |
| 11 octobre 2015   | Danemark – France   | Amical      | TF1       | 5 057 000       | 19.5%           | [ 8 ]     |
| 13 novembre 2015  | France – Allemagne  | Amical      | TF1       | 5 748 000       | 24,1 %          | [ 9 ]     |
| 17 novembre 2015  | Angleterre – France | Amical      | TF1       | 6 688 000       | 25.9 %          | [ 10 ]    |

Légende :
En fond vert  = Les plus hauts chiffres d'audiences
En fond rouge = Les plus bas chiffres d'audiences